# Tichborne (Hampshire)
Tichborne ist eine Gemeinde in der Grafschaft Hampshire in England mit 169 Einwohnern. Der Ort liegt unweit von Winchester.
Tichborne wurde bereits 909 erwähnt, taucht aber nicht im Domesday Book auf.